# Czarne
Pour les articles homonymes, voir Czarne (homonymie).
Czarne  (en allemand Hammerstein) est une ville de Pologne de la voïvodie de Poméranie.

## Histoire
De 1818 à 1945, Hammerstein fait partie de l'arrondissement de Schlochau dans le district de Marienwerder, administré par la province de Prusse-Occidentale.
Pendant la Seconde Guerre mondiale la ville accueille le Stalag II-B.

## Jumelage
- Wienhausen (Allemagne)